# Demis Radovčić
Demis Radovčić (Capodistria, 6 maggio 1988) è un pallamanista italiano di origine croata, ala sinistra del Conversano.
È il giocatore italiano più vincente assieme ad Alessandro Tarafino, vantando 29 trofei nazionali nel suo palmarès.

## Carriera

### Club

#### Gli inizi e la squalifica
Nato in Slovenia da papà croato e mamma italiana, nel 2000 si è trasferito in Italia con la famiglia, a Schio, dove il padre fa l'allenatore.
Nel 2005 arriva la chiamata del Sassari, militante in Serie A1 (all'epoca la seconda categoria), dove Radovčić mette in mostra il suo talento. L'esperienza a Sassari rimarrà nella storia soprattutto per una controversia che lo ha riguardato: Radovčić, all'ora diciassettenne, rimedia una squalifica di 60 giorni per aver rifiutato la convocazione in Nazionale, in quanto rischiava di non riuscire a passare l'anno scolastico.

#### Casarano e Conversano
Terminato il biennio a Sassari Radovčić è ormai un giocatore sulla bocca di tutti: arriva quindi nel 2006 l'ingaggio da una delle squadre più ambiziose in Italia, il Casarano, dove vince due Scudetti, due Coppe Italia e una Supercoppa.
Concluso il suo contratto cambia casacca, pur rimanendo in Puglia, e si trasferisce ai rivali del Conversano. A Conversano Radovčić rimane tre stagioni, dove vince due Scudetti, tre Coppe Italia, due Handball Trophy e una Supercoppa italiana, oltre al titolo di capocannoniere del campionato 2010-2011.

#### Bolzano
Il 14 luglio 2011 viene ufficializzato il suo passaggio al SSV Bozen Loacker con un accordo di due anni, successivamente portato a cinque. In Alto Adige Radovčić vince tre Scudetti, tre Coppe Italia, due Supercoppe italiane e si conferma capocannoniere del campionato 2011-2012.
Viene inoltre eletto per due anni di seguito miglior giocatore italiano del campionato nell'ambito dei FIGH Awards.

#### Junior Fasano
A distanza di cinque anni, il 19 luglio 2016 è confermato il ritorno in Puglia, questa volta alla Pallamano Junior Fasano. Qui vince uno Scudetto e una Coppa Italia.

#### Siena
In seguito alla decisione della dirigenza della Junior Fasano di riprogrammare il futuro con innesti giovani, Radovčić viene ingaggiato dall'ambiziosa Handball Siena. Al primo anno, chiuso anzitempo a causa della Pandemia di COVID-19 del 2020 in Italia, guida Siena alla prima finale di Coppa Italia della sua storia, poi persa contro il SSV Bozen Loacker.

#### Il ritorno a Conversano, il ritiro e il nuovo ritorno in campo
Il 18 giugno 2020 viene ufficializzato il suo ritorno a Conversano tramite i profili social del club pugliese.
Il 19 maggio 2021, dieci anni dopo l'ultimo, Conversano torna a vincere lo Scudetto. Per Demis si tratta del nono tricolore in carriera. Oltre allo Scudetto, nel 2021 si aggiudica la Coppa Italia e la Supercoppa italiana, risultando inoltre decisivo per la vittoria di quest'ultima (11 le reti messe a segno nella partita contro Cassano Magnago). Questi risultati gli permettono di tornare a vincere il premio come miglior giocatore italiano della Serie A, premio che aveva già vinto nel biennio 2013-2014.
Ad inizio stagione 2021-2022 si ripete in Supercoppa, battendo il Cassano Magnago. In Coppa Italia viene sconfitto ai rigori dal Sassari. Il 29 maggio, con il pareggio ottenuto a Fasano in Gara 2 di finale scudetto, vince il tricolore, nella sua ultima partita da giocatore: titolo che gli vale l'accesso nella ristretta élite di giocatori capaci di vincere almeno dieci Scudetti.
Il 4 agosto 2024, dopo oltre due anni dall'ultima partita disputata, si riallaccia le scarpette e viene ufficializzato come nuovo appartenente alla rosa di Tarafino per la stagione 2024-2025.

### Nazionale
Dopo aver fatto la trafila delle nazionali giovanili, dal 2006 al 2018 è un perno della Nazionale maggiore, dove conta oltre 120 presenze.

## Controversie
Oltre al già citato episodio della squalifica causa rifiuto della convocazione in Nazionale, Radovčić salì alla ribalta della stampa pallamanistica in quanto nel dicembre 2008 si parlò di un suo possibile trasferimento al RK Zagreb. Nonostante le dichiarazioni dello stesso, l'italocroato passò il capodanno in Croazia con l'intento di rimanere e trovare un accordo per la risoluzione del contratto con il Conversano. Il club pugliese multò il giocatore, che oltretutto rischiava una squalifica dall'EHF in quanto la firma di due contratti non era consentita.
Il tutto si concluse con un nulla di fatto.

## Palmarès

### Club
- Campionato di Serie A: 11
Casarano: 2006-07, 2007-08
Conversano: 2009-10, 2010-11, 2020-21, 2021-22, 2024-25
Bozen: 2011-12, 2012-13, 2014-15
Junior Fasano: 2017-18

- Coppa Italia: 10
Casarano:2006-07, 2007-08
Conversano: 2008-09, 2009-10, 2010-11, 2020-21
Bozen: 2011-12, 2012-13, 2014-15
Junior Fasano: 2016-17

- Supercoppa italiana: 6
Casarano: 2007
Conversano: 2009, 2020, 2021
Bozen: 2012, 2015

- Handball Trophy: 2
Conversano: 2008-09, 2009-10

### Individuale
- Capocannoniere della Serie A: 2
2010-11, 2011-12

- Capocannoniere della Coppa Italia: 1
2011-12

- FIGH Awards:
Miglior giocatore italiano di Serie A 2013
Miglior giocatore italiano di Serie A 2014
Miglior giocatore italiano di Serie A 2021

## Statistiche

### Presenze e reti nei club
Statistiche aggiornate al 7 giugno 2025.
| Stagione             | Squadra              | Campionato           | Campionato | Campionato | Coppe nazionali | Coppe nazionali | Coppe nazionali | Coppe continentali | Coppe continentali | Coppe continentali | Altre coppe | Altre coppe | Altre coppe | Totale | Totale |
| Stagione             | Squadra              | Comp                 | Pres       | Reti       | Comp            | Pres            | Reti            | Comp               | Pres               | Reti               | Comp        | Pres        | Reti        | Pres   | Reti   |
| -------------------- | -------------------- | -------------------- | ---------- | ---------- | --------------- | --------------- | --------------- | ------------------ | ------------------ | ------------------ | ----------- | ----------- | ----------- | ------ | ------ |
| 2005-2006            | Sassari              | A1                   | 24         | 207        | -               | -               | -               | -                  | -                  | -                  |             | -           | -           | 24     | 207    |
| 2006-2007            | Casarano             | A                    | 26         | 80         | CI+HT           | 3+4             | 12+10           | -                  | -                  | -                  |             | -           | -           | 33     | 102    |
| 2007-2008            | Casarano             | A                    | 27         | 116        | CI+HT           | 3+5             | 11+17           | CL+EHFCup          | 2+6                | 9+27               | SI          | 1           | 9           | 44     | 189    |
| Totale Casarano      | Totale Casarano      | Totale Casarano      | 53         | 196        |                 | 15              | 50              |                    | 8                  | 36                 |             | 1           | 9           | 77     | 291    |
| 2008-2009            | Conversano           | A                    | 18         | 64         | CI+HT           | 3+5             | 5+23            | EHFCup             | 4                  | 19                 | -           | -           | -           | 30     | 111    |
| 2009-2010            | Conversano           | A                    | 22         | 86         | CI+HT           | 4+3             | 12+22           | CWC                | 2                  | 7                  | SI          | 1           | 6           | 32     | 133    |
| 2010-2011            | Conversano           | A                    | 22         | 161        | CI              | 5               | 28              | EHFCup             | 2                  | 8                  | -           | -           | -           | 29     | 197    |
| 2011-2012            | SSV Bozen            | A                    | 29         | 183        | CI              | 7               | 56              | ChC                | 6                  | 31                 | -           | -           | -           | 42     | 270    |
| 2012-2013            | SSV Bozen            | A                    | 24         | 117        | CI              | 2               | 10              | CL+EHFCup          | 2+2                | 10+1               | SI          | 1           | 5           | 31     | 143    |
| 2013-2014            | SSV Bozen            | A                    | 26         | 172        | CI              | 3               | 19              | -                  | -                  | -                  | -           | -           | -           | 29     | 191    |
| 2014-2015            | SSV Bozen            | A                    | 24         | 156        | CI              | 3               | 14              | EHFCup             | 2                  | 13                 | -           | -           | -           | 29     | 183    |
| 2015-2016            | SSV Bozen            | A                    | 25         | 145        | CI              | 3               | 18              | EHFCup             | 2                  | 9                  | SI          | 1           | 3           | 31     | 175    |
| Totale SSV Bozen     | Totale SSV Bozen     | Totale SSV Bozen     | 128        | 773        |                 | 18              | 117             |                    | 16                 | 64                 |             | 2           | 8           | 164    | 962    |
| 2016-2017            | Junior Fasano        | A                    | 25         | 148        | CI              | 3               | 15              | -                  | -                  | -                  | SI          | 1           | 3           | 29     | 166    |
| 2017-2018            | Junior Fasano        | A                    | 26         | 101        | CI              | 3               | 8               | -                  | -                  | -                  | SI          | 1           | 2           | 30     | 111    |
| 2018-2019            | Junior Fasano        | A                    | 26         | 102        | CI              | 1               | 4               | -                  | -                  | -                  | SI          | 1           | 2           | 28     | 108    |
| Totale Junior Fasano | Totale Junior Fasano | Totale Junior Fasano | 77         | 351        |                 | 7               | 27              |                    | 0                  | 0                  |             | 3           | 7           | 87     | 385    |
| 2019-2020            | Siena                | A                    | 20         | 125        | CI              | 3               | 13              | -                  | -                  | -                  | -           | -           | -           | 23     | 135    |
| 2020-2021            | Conversano           | A                    | 28         | 146        | CI              | 3               | 16              | -                  | -                  | -                  | SI          | 1           | 7           | 32     | 169    |
| 2021-2022            | Conversano           | A                    | 28         | 126        | CI              | 3               | 17              | EC                 | 4                  | 23                 | SI          | 1           | 11          | 36     | 177    |
| 2024-2025            | Conversano           | A                    | 30         | 105        | CI              | 3               | 13              | EC                 | 2                  | 8                  | -           | -           | -           | 35     | 126    |
| Totale Conversano    | Totale Conversano    | Totale Conversano    | 155        | 688        |                 | 29              | 136             |                    | 14                 | 67                 |             | 3           | 24          | 194    | 925    |
| Totale carriera      | Totale carriera      | Totale carriera      | 450        | 2340       |                 | 72              | 343             |                    | 38                 | 177                |             | 9           | 48          | 569    | 2906   |